# Nothoterpna
Nothoterpna là một chi bướm đêm thuộc họ Geometridae.